# Antizyklisches Verhalten
Antizyklisches Verhalten bezeichnet Vorgänge, die sich entgegen der allgemeinen Erwartung oder entgegen den üblichen Verhaltensmustern bewegen.
Eine Anti-Haltung ist immer nur eine Hälfte einer Bewegung oder eines Vorgangs. Sie setzt immer ein "Wogegen" voraus. Dabei ist nicht immer eindeutig bestimmbar, welche Seite als zyklisch und welche als antizyklisch betrachtet wird.
Der Ausdruck hat sich vor allem in folgenden Bereichen eingebürgert:
- Allgemeine Einstellungen zum Leben, z. B. bei sozialen Einstellungen oder Haltung zu Technik und Fortschrittsglauben
- Aus- und Weiterbildung: Anstreben einer Ausbildung in einem Segment mit aktuell geringen Chancen in der Hoffnung, dass sich die Situation bis zum Abschluss der Ausbildung umkehrt
- Börse: Kaufverhalten entgegen dem üblichen Trend (Verkauf bei steigendem Kurs und Kauf bei sinkendem Kurs), siehe Antizyklisches Investieren
- Finanzpolitik: Geringes öffentliches Investitionsvolumen in Zeiten von Hochkonjunktur, um den Investitionsplafond niedrig zu halten; Öffentliche Ausgaben zur Belebung des Handels im Sinne Antizyklischer Finanzpolitik
- in Kommunikationssituationen, vor allem im professionellen Bereich: Unfreundliche Reaktionen mit Freundlichkeit erwidern, Fragen mit Gegenfragen beantworten usw.